# Castello di Hougoumont
Il castello di Houguoumont (detto anche fattoria di Houguoumont, casaforte di Houguoumont, forte di Houguoumont o semplicemente Houguoumont, anticamente detta Goumont), è una grande fattoria fortificata situata sul fondo di un avvallamento presso la strada per Nivelles nel Braine-l'Alleud, non lontano da Waterloo, in Belgio. La vallata circostante è dove gli inglesi e altre forze alleate si scontrarono con l'esercito francese di Napoleone nella battaglia di Waterloo il 18 giugno 1815.
Il nome di "Hougoumont" è derivato dall'espressione francese "Gomme Mont" che significa letteralmente "collina della gomma" dal momento che la fattoria fortificata venne costruita su una piccola collina circondata da pini dai quali era raccolta della resina per produrre gomma.

## Storia

### Prima di Waterloo
La fattoria di Hougoumont venne costruita a metà del XIV secolo dai Cavalieri di Malta come commenda e così sopravvisse nel corso dei secoli, venendo affidata alla famiglia Oultremont che ne fu proprietaria anche durante lo scontro di Waterloo.

### Giugno 1815

Una mappa della battaglia di Waterloo che mostra Hougoumont alla sinistra dei francesi

Il castello ed il lato nord assaltati dal 1º reggimento di fanteria leggera francese, comandato dal sottotenente Legros

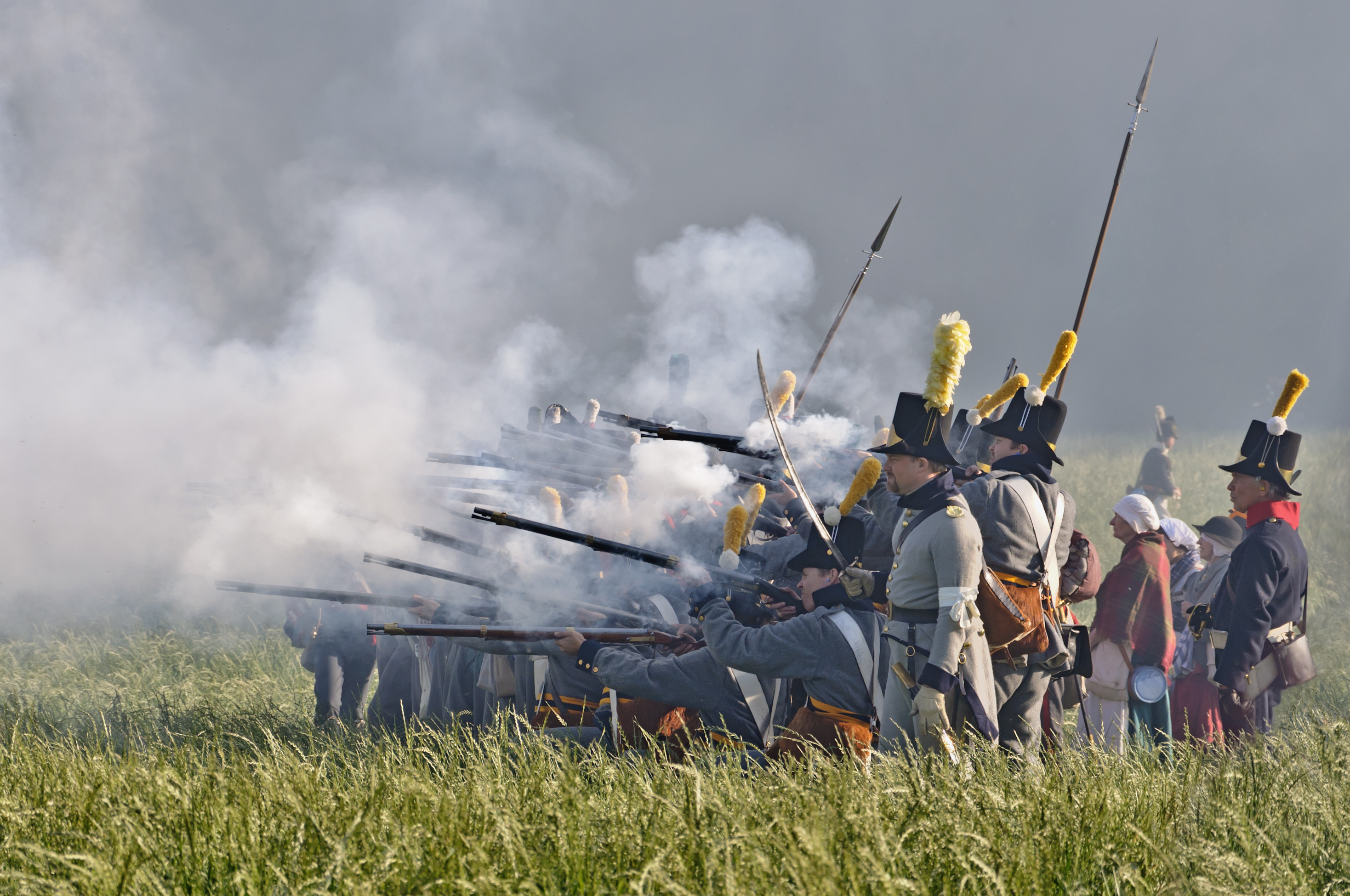
Ricostruzione di fronte al bosco di Hougoumont nella rievocazione della battaglia di Waterloo del 2011.

Napoleone aveva pianificato di costringere il duca di Wellington alla resa attaccando la sua riserva sul fianco destro in difesa a Hougoumont e poi di attaccare il grosso dell'esercito inglese a La Haye Sainte.
Prima dell'inizio della battaglia, Hougoumont ed i suoi terreni, collocati sul lato destro degli alleati, vennero presidiati e fortificati dal 1º battaglione del 2º reggimento Nassau con forze distaccate degli Jäger della 1ª brigata von Kielmansegge (Hannover). La compagnia leggera del 2º battaglione, le Coldstream Guards, al comando del tenente colonnello Henry Wyndham, si trovava anch'essa presso la fattoria ed il castello padronale, mentre la compagnia leggera del 2º battaglione, il Third Guards, al comando del tenente colonnello Charles Dashwood si trovava nel giardino e nei terreni circostanti. Due compagnie leggere del 2º e del 3º battaglione del First Guards erano sotto il comando del tenente colonnello Lord Saltoun. Il tenente colonnello James Macdonell, delle Coldstream Guards, aveva ottenuto il comando generale di Hougoumont. (Le unità della guardia erano tutte parte della 2ª brigata del generale John Byng.)
Wellington ricordò nei suoi dispacci "erano quasi le dieci quando [Napoleone] incominciò un furioso attacco al nostro avamposto di Hougoumont" Altre fonti fanno incominciare questo attacco attorno alle 11:30. Lo storico Andrew Roberts annota a tal proposito che "appare un fatto curioso che l'inizio della battaglia id Waterloo ancora oggi non sia assolutamente certo."
L'attacco iniziale della 1ª brigata della 6ª divisione del maresciallo di campo Bauduin si dislocò nei boschi attorno alla tenuta, ma venne respinta dal pesante fuoco dell'artiglieria britannica che costò la vita allo stesso Bauduin. Victor Hugo, nella seconda parte de I miserabili, dedica un capitolo a Hougomont e, per descrivere la ferocia della disputa, sostiene che sullo stipite dell'accesso dove Bauduin fu ucciso si videro per lungo tempo impronte di mani insanguinate. L'artiglieria inglese rimase quindi presa in un duello con l'artiglieria francese e questo permise un secondo attacco dei napoleonici della 2ª brigata della 6ª divisione guidata dal maresciallo barone Soye. Il gruppo riuscì a creare una piccola breccia nel muro meridionale della fortificazione ma non riuscì ad usufruirne. Un attacco sul lato nord da parte di elementi della 1ª brigata della 6ª divisione ebbe più successo. L'attacco fu una delle più famose schermaglie della Battaglia di Waterloo ove emerse significativo l'episodio col quale il sottotenente Legros, con un'ascia, tentò di sfondare il portale a nord del castello, sotto il fuoco degli inglesi difensori. Fu così che una volta entrati, i francesi trovarono pochi uomini come il caporale James Graham con i fucili puntati sull'ingresso pronti a far fuoco e si salvò del 1º fanteria leggera solo un giovane tamburino su 30 uomini che stavano tentando quest'azione. L'attacco francese alla casaforte venne definitivamente stroncato dall'arrivo del 2° Coldstream Guards e del 2/3° Foot Guards. I combattimenti attorno ad Hougoumont continuarono per tutto il pomeriggio con altri attacchi di fanteria e cavalleria coordinati.
Gli inglesi dunque trionfarono nella difesa del fortilizio al punto che nel pomeriggio, Napoleone in persona diede ordine ai suoi uomini di bombardare la casa padronale così da bruciarla completamente, portando così alla distruzione di quasi tutto il complesso ad eccezione della cappella.

### Il significato storico dello scontro a Hougoumont
Lo scontro a Hougoumont è visto oggi dagli storici come un attacco diversivo dei francesi agli inglesi per costringere Wellington a smuovere le sue riserve sul fianco destro per proteggere le sue vie di comunicazione, ma questo si rivelò in realtà uno scontro di tutta una giornata, con l'effetto opposto. Di questo è prova il fatto che sia Napoleone che Wellington vedessero in Hougoumont una parte vitale della battaglia. Napoleone stesso dichiarerà in seguito che "il successo della battaglia ruotava tutto attorno ai cancelli di Hougoumont".
Hougoumont era parte del campo di battaglia che Napoleone poteva vedere chiaramente dalla sua posizione e continuò a dirigervi personalmente le truppe per tutto il pomeriggio (33 battaglioni in tutto, per un totale di 14.000 uomini). Le forze francesi comprese nell'attacco di Hougoumont comprendevano:
- quasi l'intero II corpo d'armata al comando del generale conte Honoré Charles Reille, consistente in distaccamenti della 6ª divisione al comando di Girolamo (fratello di Napoleone), le divisioni dei conti Maximilien Foy (9^), Guilleminot e Joseph Bachelu (5^)

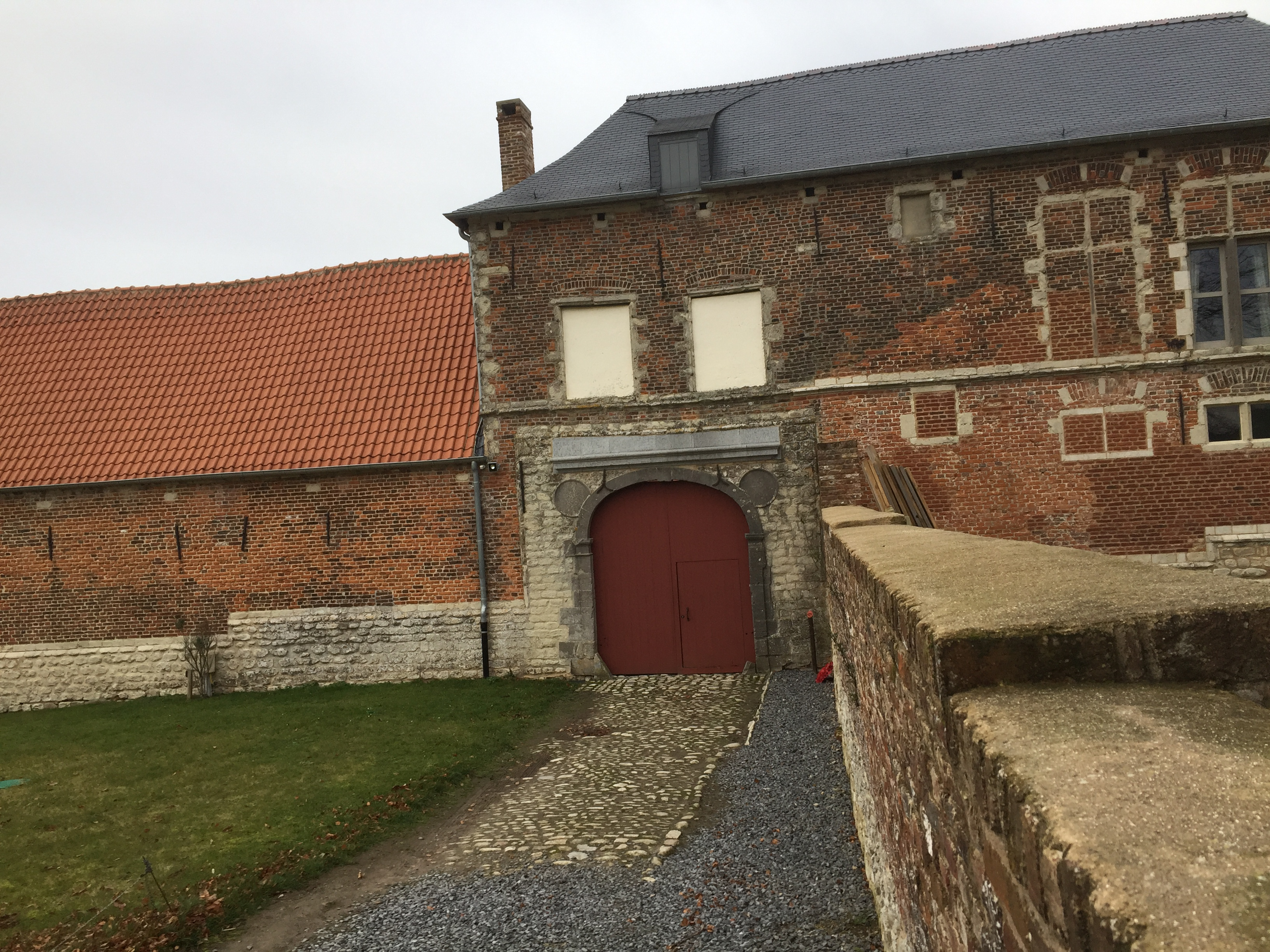
Porta meridionale di Hougoumont - visuale dalla parte dei francesi

- Porta meridionale di Hougoumont - visuale dalla parte dei francesiil corpo di cavalleria di François Étienne Kellermann

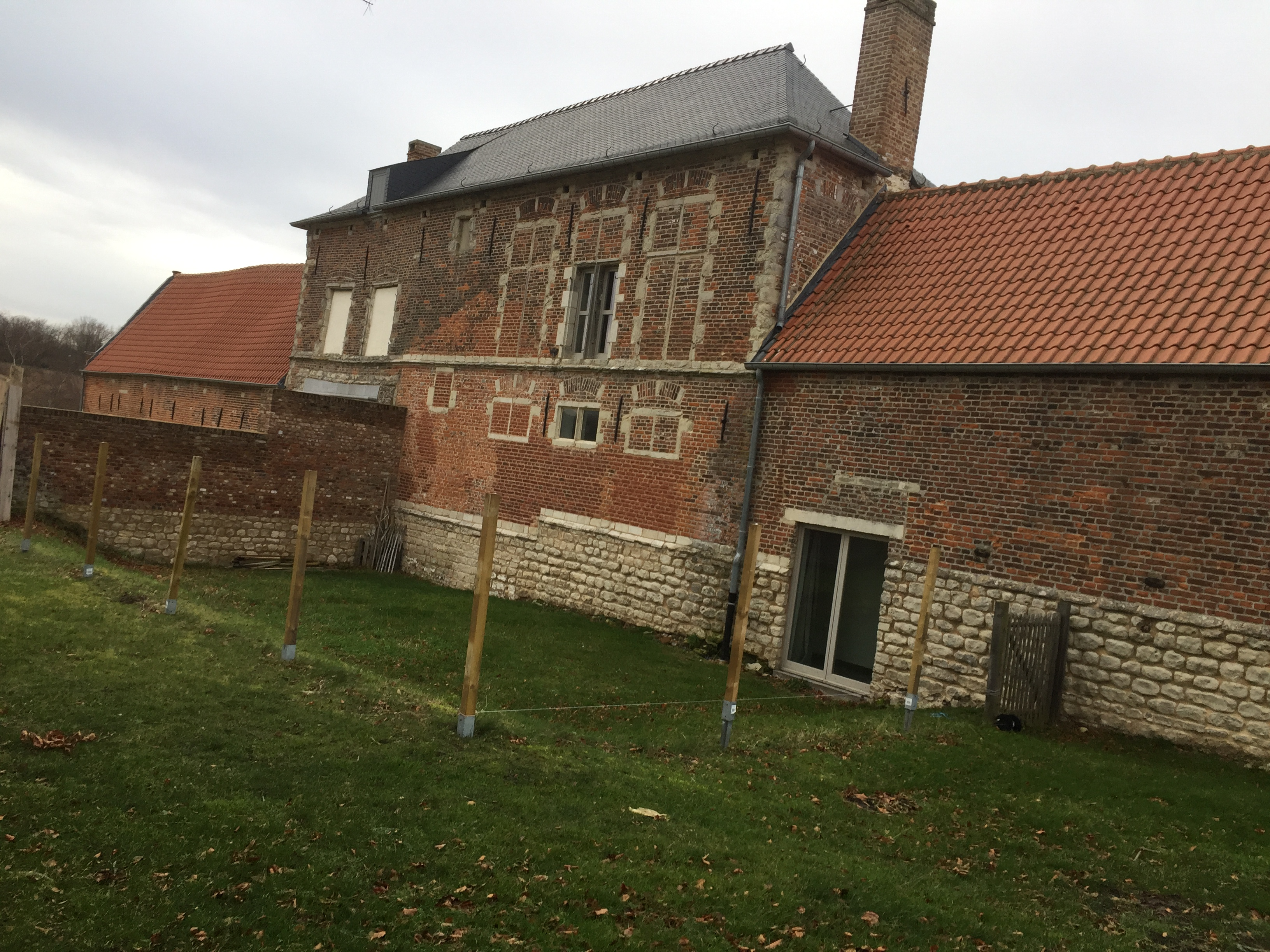
Lato meridionale di Hougoumont - Visuale dalla parte del muro difeso dagli inglesi.

## Hougoumont oggi

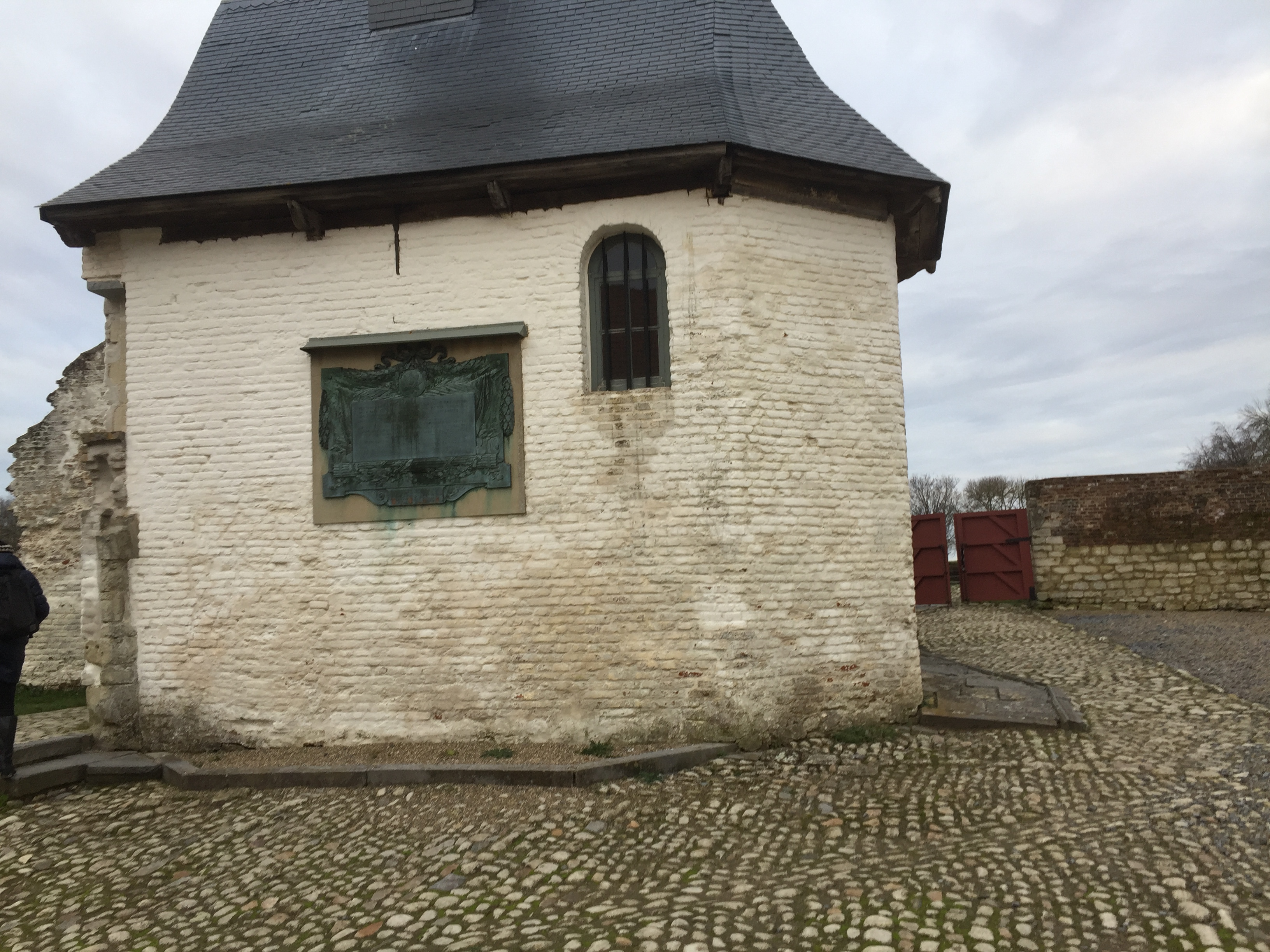
Cappella di Hougoumont contenente crocifisso ligneo contemporaneo alla battaglia- stato attuale

Hougoumont, dopo la battaglia, continuò ad essere una fattoria sino alla fine del XX secolo. Nel 2003 venne raggiunto un accordo tra il conte Guibert d'Oultremont, proprietario del complesso, e l'autorità regionale col quale la proprietà divenne parte dell'Intercommunale (1815). Dal giugno del 2006, la fattoria appariva in stato di degrado ed iniziò pertanto una complessa opera di restauro sostenuta, tra gli altri, dal Duca di Wellington, da Carlo Napoleone Bonaparte discendente di Napoleone, dall'attuale discendente del maresciallo Gebhard Leberecht von Blücher, dallo scrittore Bernard Cornwell e dallo storico Richard Holmes.

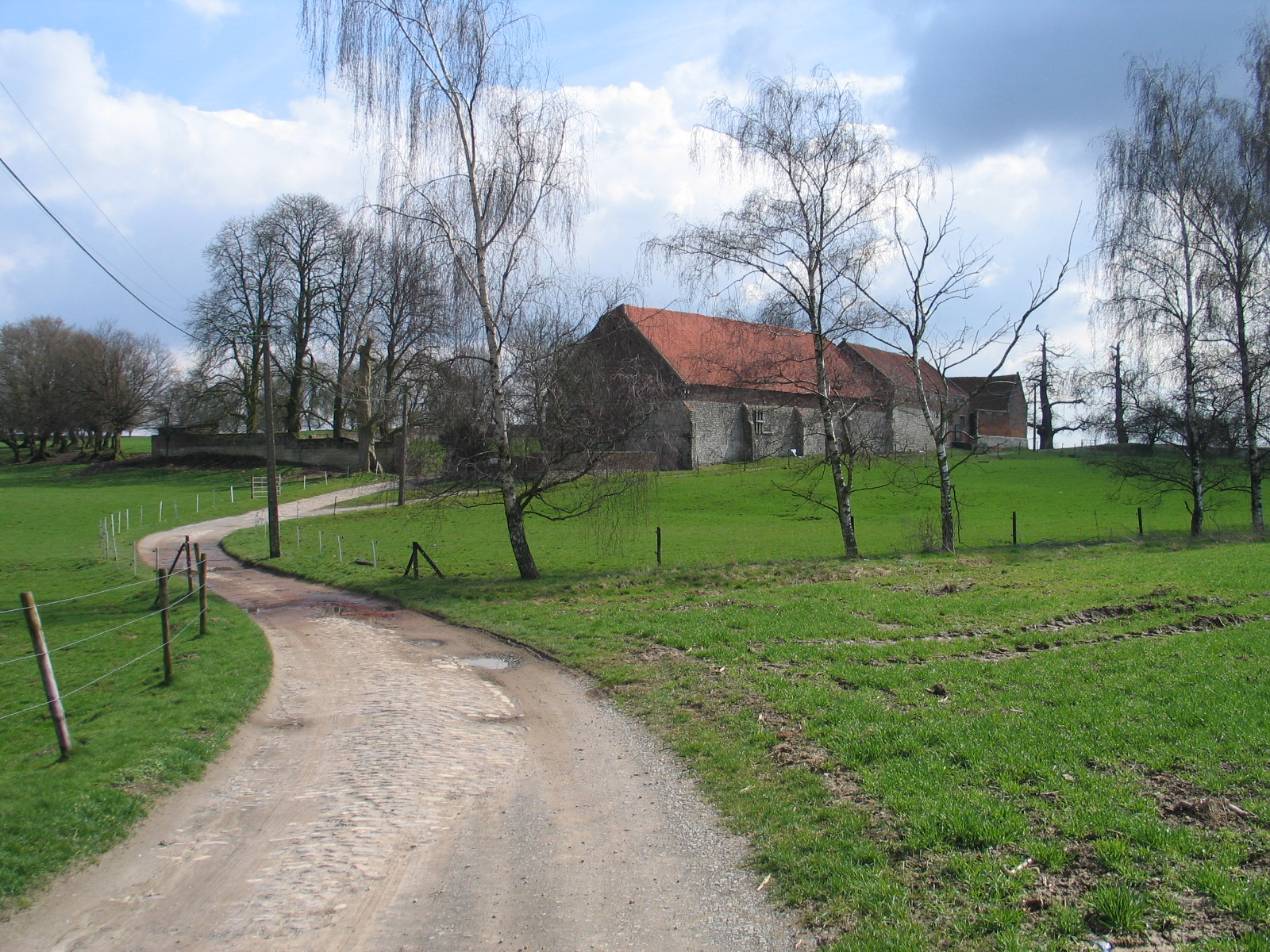
Hougoumont
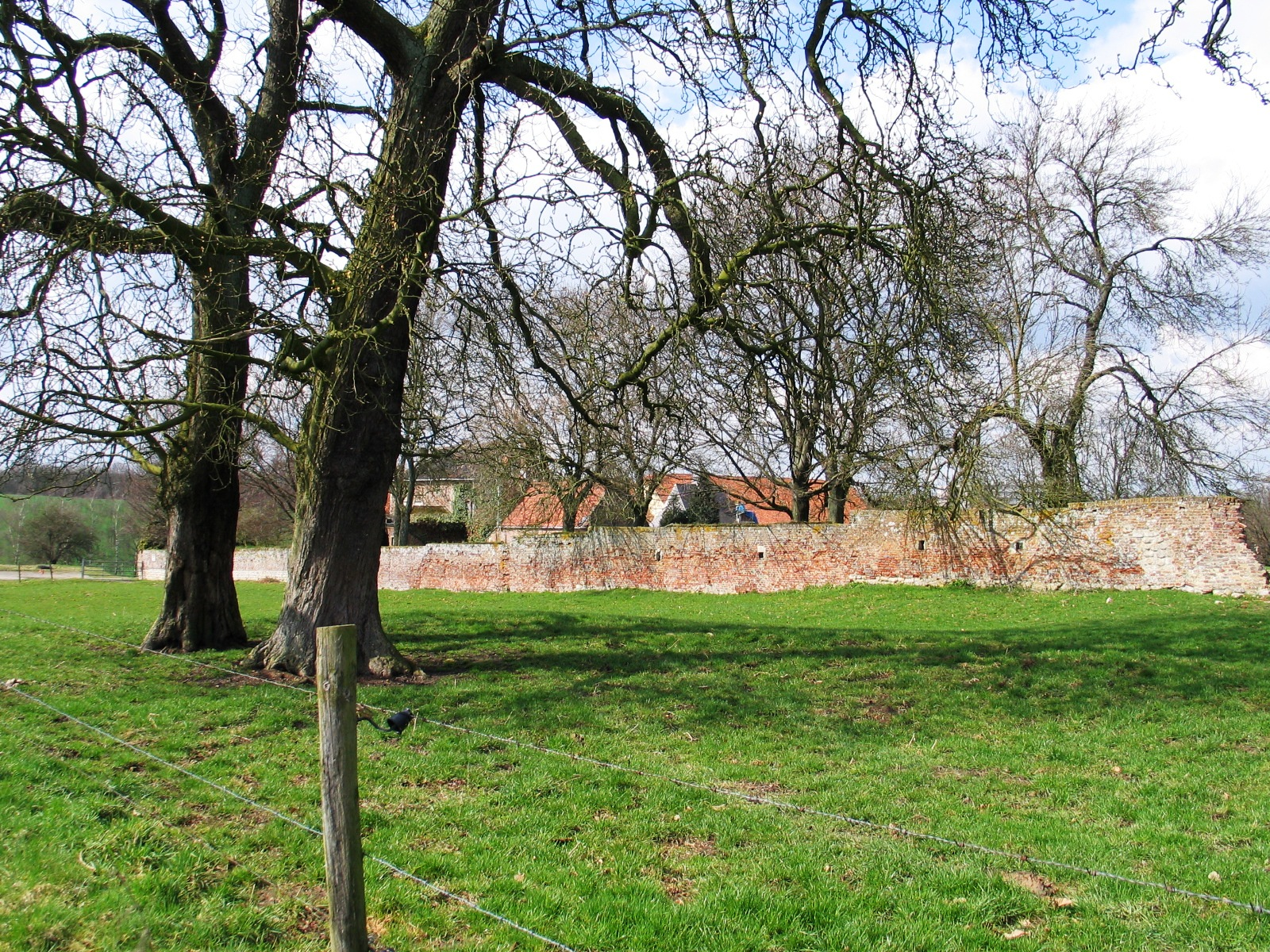
Il muro nella parte meridionale